# Cat's Eyes (série télévisée)
Pour les articles homonymes, voir Cat's Eye.
Production
Diffusion
Cat's Eyes est une série télévisée française créée par Michel Catz et réalisée par Alexandre Laurent, et diffusée en Belgique à partir du 6 novembre 2024 sur RTL TVI, en Suisse à partir du 8 novembre sur RTS 1 et en France à partir du 11 novembre 2024 sur TF1.
Adaptation en prise de vues réelles du manga Cat's Eye de Tsukasa Hōjō, cette fiction est une coproduction de Big Band Story et TF1 réalisée en association avec Prime Video et la ZDF.

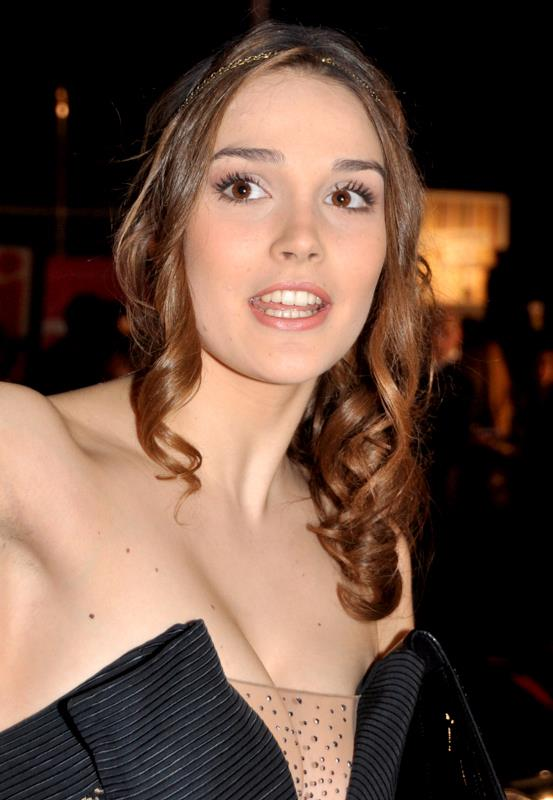
Camille Lou.

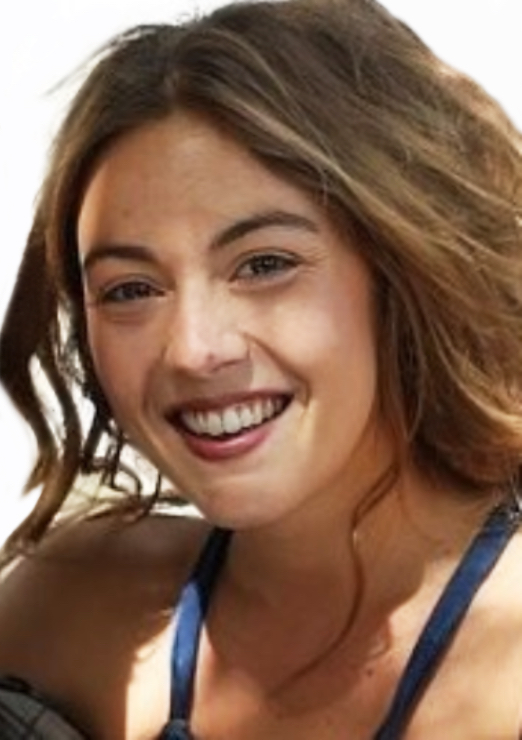
Constance Labbé.

## Synopsis
À Paris, en octobre 2024, Tamara Chamade retrouve dans le catalogue d'une exposition qui se tient à la tour Eiffel une œuvre ayant appartenu à son père dix ans plus tôt. Cette œuvre a été déclarée disparue dans l'incendie criminel de sa galerie d'art, où il a trouvé la mort.
Contre l'avis de leur sœur aînée Sylia, Tam et Alexia décident de voler le tableau dans le but de comprendre ce qui est arrivé à leur père.
Quentin Chapuis, l'ancien petit ami de Tam, devenu capitaine de la Brigade de répression du banditisme (BRB), se lance à la poursuite du trio…

## Distribution principale

### Les sœurs Chamade et leur entourage
- Camille Lou : Tamara « Tam » Chamade
  - Zoé Clauzure : Tamara, ado
- Constance Labbé : Sylia « Syl » Chamade
  - Yéléna Polizzi : Sylia, ado
- Claire Romain : Alexia « Alex » Chamade
  - Ava Charbit : Alexia, enfant
- Grégory Fitoussi (saison 1) / Arnaud Binard (saison 2) : Michaël Heinz, père des sœurs Chamade
- Carole Bouquet : Hélène Durrieux, galeriste et grande amie du père des trois sœurs
- Simon Ehrlacher : Abel Azoury, petit ami de Sylia et patron du bar Le Petit Mazarin
- Loryn Nounay : Lili Perez, petite amie d'Alexia

### Police
- Mohamed Belkhir (MB14) : Quentin Chapuis, capitaine de la Brigade de répression du banditisme (BRB)[1]
- Juliette Plumecocq-Mech : commissaire Bruneau
- Cindy Bruna (saison 1) / Tamara Marthe (saison 2) : capitaine Gwen Assaya, policière, équipière et petite amie de Quentin
- Léon Plazol : Théo Iribarren

### Autres personnages
- Gilbert Melki : Armand Chassagne, marchand d'art
- Élodie Fontan : Prudence, tueuse à gages au service d'Armand Chassagne et ennemie jurée des Cat's Eyes
- Guillaume de Tonquédec : Christian Dalembert, frère de Prudence et commanditaire d'Armand Chassagne

## Production

### Genèse et développement
Cette fiction est une coproduction de Big Band Story et TF1, réalisée en association avec Prime Video et la ZDF, et avec la participation de Newen Connect, de la Radio télévision suisse (RTS) et de RTL TVI,,,,,,,.
La série est créée par Michel Catz, d'après le manga Cat's Eye de Tsukasa Hōjō, écrite par Michel Catz, Justine Kim-Gautier, Antonin Martin-Hilbert, Anne-Charlotte Kassab, Coline Dussaud, Audrey Gagneux, Sophie Maurer, Mari Mouazan et Mohamed Benyekhlef, et réalisée par Alexandre Laurent,,,,,.
Les coproducteurs de la série Mehdi Sabbar et Benjamin Dupont-Jubien se sont battus pour décrocher les droits de Cat's Eyes : « On a eu l'idée de la série en 2017. Et puis on a contacté Tsukasa Hôjô, le créateur du manga, début 2018. Il a fallu le convaincre qu'on méritait d'avoir les droits. Nous n'étions pas les seuls sur le coup. On a gagné parce qu'on a réinventé l'histoire de Cat's Eyes, en faisant de ces héroïnes des jeunes femmes de 2023, à Paris. C'est ce qui lui a plu. ». Tsukasa Hōjō s'est assuré pendant l'écriture du scénario et le tournage que la série ne dénaturerait pas son œuvre.
La série est produite en partenariat avec Prime Video. Ara Aprikian, directeur général adjoint des contenus du Groupe TF1, confie à Ouest-France : « J'ai toujours pensé qu'on pouvait trouver un modus vivendi avec des plateformes internationales […] On a des discussions avec la plupart d'entre elles pour les aider à bénéficier du savoir-faire de TF1 dans la capacité à produire des contenus à haute valeur ajoutée pour le public français. Elles nous offrent en échange une exposition mondiale. À nous de trouver des modes de coopération naturels avec elles. Ce sera sans doute une des séries les plus chères qu'on produira l'année prochaine avec des budgets de production extrêmement importants. Mais c'est pour pouvoir rendre justice à cette franchise qui est très prestigieuse. ».
TF1 indique que la série sera très ancrée en 2023 mais multipliera les clins d'œil aux années 1980.
Le 20 novembre 2023, Télé 7 jours révèle que Camille Lou, Constance Labbé et Claire Romain ont signé pour trois saisons,.
Avec un budget total de 25 millions d'euros, Cat's Eyes est la fiction la plus chère de l'histoire de TF1, hors feuilletons quotidiens, même si ce budget n'incombe pas entièrement à la chaîne française.

### Attribution des rôles
En juin 2023, le directeur général adjoint des contenus du Groupe TF1 Ara Aprikian dévoile le nom des actrices qui incarneront les trois sœurs cambrioleuses, à savoir Camille Lou, Constance Labbé et Claire Romain : « Ce sont trois talents sur lesquels on parie beaucoup et qui vont être un trio assez explosif. On voulait les faire incarner par de jeunes comédiennes, comme dans l'œuvre de base. ».
Le réalisateur Alexandre Laurent indique : « Camille Lou, pour moi c'était une évidence car nous venions de passer 5 ans ensemble entre Le Bazar de la Charité et Les Combattantes. Puis, on a vu beaucoup, beaucoup d'actrices pour réussir à créer cette fratrie. ».
Claire Romain, qui interprète le personnage d'Ambre Martin dans la série Ici tout commence, évoque son personnage : « Alexia est une petite boule de feu, c'est un personnage haut en couleur ! Elle est assez impulsive. Ce n'est pas l'aînée des sœurs mais c'est celle qui a réussi à s'émanciper et à faire son petit bout de chemin toute seule. ».
Le chanteur Mohamed Belkhir, alias MB14, révélé dans l'émission The Voice, interprète Quentin Chapuis. Il a décroché le rôle car son agent connaissait le réalisateur et le directeur de casting. Lui-même ne connaissait pas la série animée car il est né en 1994.
Le 19 octobre 2023, Le Parisien annonce que Carole Bouquet et Élodie Fontan rejoignent la distribution,.
La saison 2 voit arriver de nouveaux noms parmi lesquels Tom Leeb, Lola Dewaere, Jérôme Le Banner, Arnaud Binard, Tamara Marthe, Grégory Kristoforoff, Grégoire Colin et Matthieu Penchinat,,. Grégory Fitoussi étant pris par le tournage de la deuxième saison de la série Erica , le rôle du père des sœurs Chamade est repris par Arnaud Binard.

### Tournage
Le tournage de la série a lieu à partir du 19 octobre 2023 à Paris, entre autres à la tour Eiffel, au musée du Louvre, au musée Guimet, à la Monnaie de Paris, au château de Versailles, au Château de Vaux-le-Vicomte ou sur les traditionnelles péniches de la Seine,,,,.
Mehdi Sabbar, coproducteur de la série, explique que tourner dans les plus beaux lieux de la capitale et en éclairer certains le temps d'une scène a un coût : « À décor exceptionnel, conditions exceptionnelles… En fait, ce qui coûte cher, c'est tout ce qui est autour. Tourner dans une tour Eiffel vide et éteinte, ce n'est pas très intéressant. Il a fallu donc venir avec 200 figurants et autant de caméras et de techniciens. C'est tout ça qui fait que ce tournage est hors normes. ».
Les trois comédiennes, décidées à réaliser la majeure partie de leurs cascades, sont encadrées par Alexandre Cauderlier et son équipe. Celui-ci raconte : « On a la chance d'avoir trois jeunes femmes hyper volontaires, que nous avons reçues en formation, en studio, pendant plusieurs semaines. On leur a appris toutes les techniques de descentes en rappel, tête en bas, savoir faire des nœuds, courir, sauter, faire des roulades, se battre parce qu'on a aussi des chorégraphies de combat dans la série. ».
Durant la première semaine de tournage de la série, en octobre 2023, le tournage à la tour Eiffel a lieu de nuit, de la fermeture du monument au public à la réouverture le matin. La production n'ayant obtenu que cinq jours de tournage alors qu'il lui en aurait fallu dix, elle a dû mettre en place deux équipes de tournage qui opéraient en même temps : Camille Lou tournait avec la première équipe tandis que l'autre équipe tournait avec sa doublure, l'athlète et cascadeuse Chloé Henry. Camille Lou explique : « Par exemple, on monte beaucoup d'escaliers, Chloé faisait une partie pendant que je faisais l'autre ! » : c'est donc Chloé Henry et non Camille Lou qui a grimpé sur une arête de la Tour Eiffel. Cependant, la jeune actrice précise : « Mais j'ai fait beaucoup de courses, et la cascade avec Prudence (Élodie Fontan), c'est moi ! ».
Alors qu'elle vient de terminer sa scène sur les toits de la Monnaie de Paris, Constance Labbé confirme : « C'est toujours super quand on peut faire soi-même ses cascades, déjà pour le jeu et pour que ça rende mieux à l'image. Pour le réalisateur, c'est génial de pouvoir nous filmer, d'avoir nos têtes à l'envers. Et puis d'un point de vue plus personnel, c'est chouette d'avoir accès à ce genre de formation. ». Mais l'actrice avoue quand même : « Il y a eu de vrais moments de panique. Je me souviens d'une scène où mon personnage fait une chute de 40 mètres ». Elle explique qu'il y a un régulateur qui gère les cordes : « Il doit m'arrêter à un mètre du sol. Il n'y a pas d'autre option que de lui faire confiance et ça, c'est difficile pour moi. On remet sa vie entre ses mains. Il faut lâcher prise. Je n'avais pas mesuré ça avant le tournage ». Par ailleurs, Constance Labbé précise avoir découvert l'aïkido pour les scènes de combat de son personnage.
Camille Lou, qui n'avait « pas du tout confiance » en elle, se demandant constamment « si le mousqueton était bien accroché », ajoute : « J'ai eu six mois de préparation physique puis un mois de préparation avec les cascadeurs. On a appris à se réceptionner en cas de chute […] C'est un tournage riche en émotion. On vit des choses assez extraordinaires, on fait des chutes libres, on ne s'ennuie pas ! Là, je suis à 20 mètres, la corde descend et je dois me retourner, me lancer en arrière pour me retrouver la tête en bas. ». Concernant le tournage à la tour Eiffel, l'actrice précise : « c'était fou, mais il pleuvait donc on était souvent transies de froid avec le vent. Et moi, je ne savais pas que la tour Eiffel bouge. Elle bouge ! Et il y avait tellement de vent qu'il y a des trucs qu'on a failli ne pas pouvoir faire. ». Par ailleurs, afin de ressembler au personnage du dessin animé, elle s'est teint les cheveux en noir, a porté des rajouts réalisés par le coiffeur-perruquier Félix Puget et a également porté une perruque par moments.
Claire Romain raconte s'être fait des frayeurs durant le tournage : « J'ai eu droit à une super cascade ! J'ai un peu glissé pendant les premiers essais car c'était mouillé. On n'a vraiment pas eu de chance au niveau des conditions. Il y avait de la pluie, on avait froid. Mais c'était génial, parce que tu es là et que tu dis je suis en train d'escalader la grande dame de fer, un monument mythique. C'est fou ! ». Elle avoue même : « Il y a des prises où j'ai même pleuré, par exemple lors de la scène où Alexia est accrochée au pont de Bercy. J'étais hyper stressée. Je voyais l'eau qui passait en dessous. J'avais très peur. ». À propos des tenues, Claire Romain raconte que « la combinaison était hyperdifficile à enfiler, on avait besoin de deux personnes. J'ai préféré l'épisode à Versailles où je change complètement de genre et le premier épisode où je suis en Japonaise avec une perruque, un kimono et un maquillage incroyable. ».
La scène où Claire Romain court dans la galerie des Glaces a bien été tournée au château de Versailles mais, par contre, les scènes de bal ont été tournées au château de Vaux-le-Vicomte parce qu'il est interdit de danser à Versailles à cause des parquets, du moins pour les tournages : « Le château est rompu aux tournages, ils ont tout ce qu'il faut pour protéger les sols car plusieurs films et séries d'époque y ont été tournés mais ils interdisent des mouvements de foule, notamment de danser » comme l'explique le producteur Benjamin Dupont-Jubien.
En ce qui concerne les scènes tournées au musée du Louvre, le réalisateur Alexandre Laurent confie : « Il a fallu tout tricher dans le Louvre. Tous les chemins qu'empruntent les filles dans le musée sont faux. Quand elles ouvrent une porte, l'endroit dans lequel on se trouve ensuite n'est pas le vrai. C'était une directive des responsables du musée. Ils ne voulaient pas qu'on montre un trajet réel pour des questions de sécurité. Le vrai système de sécurité du Louvre, je l'ai vu, j'ai trouvé ça trop cool, mais on m'a dit non. Il a fallu qu'on invente tout. ».
Le tournage de la saison 2, annoncé en février 2025,,, commence le 15 mai 2025,,.

### Fiche technique
Sauf indication contraire, les informations mentionnées dans cette section peuvent être confirmées par les bases de données cinématographiques IMDb et Allociné,  présentes dans la section « Liens externes ».
- Titre français : Cat's Eyes
- Création : Michel Catz, d'après l'œuvre originale de Tsukasa Hōjō[27]
- Réalisation : Alexandre Laurent[2],[10],[4],[5],[6]
- Scénario :
  - Saison 1 : Michel Catz, Justine Kim-Gautier, Antonin Martin-Hilbert, Anne-Charlotte Kassab, Coline Dussaud, Audrey Gagneux, Sophie Maurer, Mari Mouazan et Mohamed Benyekhlef[5],[6],[10],[12],[42]
  - Saison 2 : Michel Catz, Alexandre Laurent, Benjamin Dupont-Jubien,  Anne-Charlotte Kassab, Coline Dussaud, Magali Rossitto et Anaïs Carpita[25]
- Musique : François Liétout[9]
- Décors : Hervé Gallet[9]
- Costumes : Emmanuelle Youchnovski
- Coiffeur-perruquier : Félix Puget
- Photographie : Frédéric Fourgeaud[9], Jean-Philippe Gosselin
- Maquillage : Hélène Lefèvre
- Son : Thomas Guytard, Dominique Delguste[9]
  - Montage son : Claire Jouan
- Montage : Jean De Garrigues, Nicolas Pechitch, Gregory Attia[9]
- Production : Benjamin Dupont-Jubien (Big Band Story) et Mehdi Sabbar[3],[5],[6]
- Sociétés de production : Big Band Story et TF1, en partenariat avec Prime Video[2],[4],[3],[5],[6]
- Pays de production :  France
- Langue originale : français
- Format : couleur
- Nombre de saisons : 2
- Nombre d'épisodes[4],[5],[6] : 8
- Genre : aventure, comédie
- Durée : 52 minutes[4],[5],[6]
- Dates de première diffusion :
  - Festival de la fiction de La Rochelle : 12 septembre 2024[9] en présence d'une partie du casting, dont les trois héroïnes[9],[43]
  - Belgique : 6 novembre 2024 sur RTL TVI[44]
  - France : 11 novembre 2024 sur TF1[45],[42],[46]
  - Streaming : 18 décembre 2024 sur Prime Video[47]

## Épisodes

### Épisode 1:Tamara
Après cinq ans d'absence, Tamara Chamade revient à Paris et retrouve ses sœurs Sylia et Alexia,. Elle a la conviction que l'incendie de la galerie d'art de son père et sa disparition douze ans auparavant était un incendie criminel destiné à couvrir le vol de ses tableaux,,,.
L'exposition de peintures japonaises Trésors du Japon, à la tour Eiffel, présente un kakémono du XVIe siècle en tous points semblables à La Lectrice de Taguchi Fuginaga qui faisait partie de la collection de leur père. Tam, qui avait dessiné une patte de chat à l'arrière du tableau quand elle était enfant, décide de le voler pour prouver qu'il appartenait à leur père et retrouver la piste de son assassin.
Alors que Sylia lui dit qu'il faudrait plutôt qu'elle fasse le deuil de leur père, Tam se rend à l'exposition. Alexia, qui a écouté la conversation de ses sœurs, s'introduit dans les locaux déguisée en serveuse japonaise. Afin de permettre le vol, elle pirate la sono de la salle Gustave Eiffel afin d'affoler les visiteurs et les vigiles, vole le tableau et le cache dans un local au-dessus de la boutique de souvenirs.
Quentin Chapuis, ancien petit ami de Tam désormais capitaine de la Brigade de répression du banditisme chargé des affaires de trafic d'œuvres d'art est affecté à l'affaire par le commissaire Bruneau,,.
Le lendemain soir, Tamara récupère le tableau et somme Angela Rupert, la commissaire de l'exposition, de lui révéler le nom du propriétaire du tableau. Lorsque Rupert lui donne le nom de l'expert en antiquités et objets d'art Thomas Godard, Quentin Chapuis et ses policiers surgissent, forçant Tam à quitter les lieux. Prudence, une tueuse à gages au service du trafiquant d'art Armand Chassagne, cherche à récupérer le tableau mais Tam lui échappe ; Angela Rupert est exécutée par Prudence.
Les trois sœurs constatent que la patte de chat figure bien à l'arrière du tableau et décident de se lancer à la recherche d'un autre tableau derrière lequel Sylia avait caché une carte mémoire confiée par son père à destination de la police si jamais il lui arrivait malheur. Les sœurs décident de suivre la piste de l'expert Thomas Godard.
- Acteurs invités
  - Ophélia Kolb : Angela Rupert, commissaire de l'exposition Trésors du Japon
  - Pascal Aubert : Monsieur Maillard, le patron de Sylia

### Épisode 2:Sylia
La commissaire Bruneau charge les équipes de Quentin et de la capitaine Gwen Assaya d'enquêter sur le meurtre d'Angela Rupert, retrouvée avec une balle dans la tête dans la forêt de Senlis.
Les trois sœurs s'introduisent dans le bureau de l'expert en art et antiquités Thomas Godard qui a délivré le certificat d'authenticité de La Lectrice pour lui dérober son fichier clients et trouver le nom du voleur du kakémono,.
Sylia prend rendez-vous avec Godard mais n'a pas le temps de copier son fichier clients à cause de l'arrivée inopinée de la police qui vient récupérer des justificatifs chez l'expert. Elle aperçoit cependant, dans un coffre-fort, le tableau Jeune fille et son chien de Fragonard où elle a jadis caché une carte mémoire.
Tam et Sylia s'introduisent dans le bureau de Godard pour forcer son coffre-fort, Alex faisant le guet à l'extérieur. Elles réussissent leur coup mais ne trouvent pas la carte mémoire à l'arrière du tableau de Fragonard. Par contre, elles trouvent dans ce coffre la liste de tous les tableaux expertisés par Godard et découvrent que les tableaux de leur père sont aux mains d'Armand Chassagne, un gros marchand d'art.
- Acteurs invités
  - Gilles Cohen : Thomas Godard, expert en antiquités et objets d'art
  - Loryn Nounay : Lili, la petite amie d'Alexia
  - Jérémy Wulc : le père de Lili
  - Lilou Ruel : Mona, une amie d'Alexia et Lili

### Épisode 3:Alexia
Tamara et Sylia participent à une vente aux enchères privée en costumes d'époque du Grand Siècle organisée par Chassagne au château de Versailles,,,,.
Face aux tableaux, la mémoire revient à Syl, qui reconnaît dans le Cat's Eye le tableau dans lequel elle a caché jadis la carte mémoire. Le tableau est acheté par un inconnu masqué. À la fin des enchères, les sœurs dérobent, au nez et à la barbe de Quentin, quatre tableaux acheté par l'inconnu mais constatent que le Cat's Eye ne figure pas parmi eux. Elles proposent alors à Chassagne d'échanger les tableaux volés contre le  Cat's Eye. Prudence propose un échange le lendemain, à La Défense.
- Acteurs invités
  - Loryn Nounay : Lili
  - Lilou Ruel : Mona

### Épisode 4:Quentin
Tam passe une nuit avec Nico, un guide touristique sur les Vedettes de Paris. Les sœurs Chamade, qui craignent d'être trop exposées à La Défense, choisissent alors d'imposer les Vedettes de Paris comme lieu d'échange.
Syl, Tam et Alex mystifient Chassagne sur un bateau-mouche, au nez et à la barbe de Quentin, et lui volent la malette qui contient le Cat's Eye mais le trafiquant repère Tam et la suit jusqu'au pont d'Iéna, près duquel la jeune femme cache le tableau avant de disparaître,.
Après cet échec, Dalembert, frère de Prudence et commanditaire de Chassagne, ordonne à sa sœur de tuer ce dernier. Prudence rend ensuite visite à Hélène Durrieux et la passe à tabac pour lui arracher des informations. Syl, Tam et Alex décident de se baptiser les Cat's Eyes.
- Acteurs invités
  - Maxence Danet-Fauvel : Nico, guide sur les Vedettes de Paris
  - Loryn Nounay : Lili
  - Lilou Ruel : Mona

### Épisode 5:Gwen
Les sœurs Chamade doivent récupérer le tableau caché par Tamara sous une cafétéria près des quais mais également s'introduire dans le siège de la police parisienne pour détruire les vidéos de surveillance qui permettraient d'identifier Tam. Sylia conçoit un subterfuge pour s'introduire dans le "Bastion" et Alexia détruit les serveurs qui hébergent les vidéos compromettantes, rendant ainsi impossible l'identification de sa sœur.
Alex se rend ensuite de nuit à la cafétéria du pont d'Iéna et récupère le tableau au nez et à la barbe des policiers. Toutefois, le colis est un leurre : le sac ne contient qu'une planche vierge.
Le lendemain, Tamara et Alexia retournent au Bastion pour porter plainte à cause de l'agression de Lili, Mona et Alexia. Alexia se remémore une conversation entre un policier et Théo et comprend que le tableau est désormais au laboratoire du musée du Louvre.

### Épisode 6:Prudence
Les filles s'introduisent de nuit dans le musée du Louvre après y avoir provoqué des dizaines de fausses alertes. Dans  le laboratoire d'expertise du musée, elles retrouvent le tableau Cat's Eye mais se font attaquer par Prudence. Si Sylia et Alexia échappent de peu à la tueuse, Tamara, qui fuit avec le tableau pour inciter Prudence à la poursuivre afin de sauver ses sœurs, est sur le point d'être abattue dans la cour du Louvre. Quentin surgit et sauve la vie de son ancien amour mais est touché d'une balle par Prudence, qui s'enfuit avec le tableau. Tam manque de peu d'être attrapée et démasquée par Gwen mais s'échappe en sautant dans la Seine.
Sylia révèle à ses sœurs qu'elle a aperçu, dans une salle de réunion du Louvre, une photo de trafiquants d'art au Yémen sur laquelle on reconnaît clairement leur père, prétendument disparu depuis des années.
Tam apprend alors à Syl et Alex qu'elle a récupéré la carte mémoire avant que Prudence ne lui arrache le Cat's Eye. Effarées, elles découvrent un enregistrement vocal dans lequel Hélène Durrieux menace leur père : « Si tu t'obstines, c'est tes filles que tu vas mettre en danger. Et si tu veux qu'on s'en tienne au business, tu me boucles cette vente et les suivantes, et tout ira bien. ».
- Acteurs invités
  - Valérie Dashwood : Zineb
  - Loryn Nounay : Lili
  - Jérémy Wulc : le père de Lili
  - Daphné Hacquard : la mère de Lili
  - Sara Zinger : Audrey

### Épisode 7:Durrieux
Grâce à la carte mémoire, Syl, Tam et Alex comprennent qu'Hélène Durrieux faisait chanter leur père et l'obligeait à garder des tableaux volés. Dans une vidéo, il leur dit qu'il préparait leur fuite à tous les quatre mais qu'Hélène le surveillait de près et qu'il était trop impliqué pour aller voir la police. Bouleversées, les sœurs comprennent qu'il s'est fait passer pour mort pour les protéger.
Hélène surgit dans leur appartement et explique qu'elle n'a jamais cru à sa mort et a tout fait pour le retrouver. Elle leur explique que les tableaux ont été volés avant l'incendie de la galerie par Christian Dalembert, qui travaillait pour elle mais qui l'a doublée, et dont elle vient de retrouver la piste après l'exposition à la tour Eiffel. Ces tableaux, dont Dalembert a simulé la destruction dans l'incendie de la galerie, n'appartenaient pas à Hélène mais à un réseau criminel pour lequel elle travaillait : en les volant, Dalembert l'a ruinée. Menacée de mort par le réseau, elle a dû s'engager à le rembourser petit à petit.
Hélène détruit les preuves détenues par les trois sœurs et exige qu'elles volent les tableaux chez Dalembert, sinon elle les dénonce à la police.
Les sœurs observent au moyen d'un drone le château du XVIIe siècle où Dalembert vit reclus avec sa collection, entouré d'une armada de gardes armés dirigée par sa sœur Prudence, et découvrent une faille dans la sécurité : les femmes de ménage qui viennent y travailler chaque jour. Tam, ainsi déguisée, découvre l'endroit où le trafiquant cache les tableaux mais est démasquée par Dalembert.
Hélène capture Michael Heinz à Sanaa au Yémen et le ramène en France pour l'utiliser comme moyen de pression pour forcer les sœurs Chamade à passer à l'action et à lui ramener ses tableaux.
Syl conçoit alors un plan : créer la panique dans le château pour pousser Dalembert à évacuer ses tableaux dans un camion qu'elles intercepteront avant de disparaître.
Après avoir prévenu la police au moyen d'un carton d'invitation signé Cat's Eyes déposé sur le pare-brise de la voiture de la capitaine Gwen Assaya, les sœurs attaquent le château de Dalembert. Quand les policiers se présentent aux grilles du château et entrent dans le domaine, Prudence ouvre le feu sur eux, ce qui les amène à appeler la BRI en renfort. Alexia sème la confusion en déclenchant un grand nombre de feux d'artifice pendant que ses sœurs arrivent. Mais Alex se fait capturer par Prudence.

### Épisode 8:Heinz
Après avoir prévenu la police au moyen d'un carton signé Cat's Eyes posé sur le pare-brise de la voiture de la capitaine Gwen Assaya, les trois sœurs attaquent le château de Christian Dalembert.
Dans le parc du château, Alexia sème la confusion en déclenchant un grand nombre de feux d'artifice, pendant que Syl et Tam arrivent en avion et se font parachuter. Mais Alex se fait capturer par Prudence,.
Quand les policiers se présentent aux grilles du château et entrent dans le domaine, Prudence ouvre le feu sur eux, ce qui les amène à appeler la BRI en renfort.
Arrivées en parachute par les combles du château, Syl et Tam déclenchent toutes les alarmes et provoquent une panne de courant et d'alarme qui plonge le château dans l'obscurité : Dalembert panique et ordonne à ses hommes de charger les tableaux dans un camion et d'évacuer le château,. Syl et Tam se battent contre Prudence et la laissent inanimée, avant d'être capturées à leur tour par les hommes de main du trafiquant.
Durant leur progression dans le parc, Quentin, Gwen et Théo rencontrent de la résistance et Gwen est blessée, par balle : la BRI arrive alors sur les lieux et prend le relais.
Au moment de fuir, Dalembert découvre que Syl et Tam ont volé les tableaux puis il se fait intercepter avec ses hommes par la BRI.
Les Cat's Eyes s'échappent avec les tableaux au nez et à la barbe du capitaine Chapuis, qui avertit par radio ses collègues qu'elles fuient en bateau par la rivière en direction de Cergy. Mais cette communication est captée par Prudence qui s'est réveillée, a neutralisé deux policiers et s'est déguisée en agent de la BRI pour se lancer à la poursuite des filles.
Les trois sœurs arrivent au point de rendez-vous convenu pour l'échange de leur père contre les tableaux mais Prudence surgit, massacre Hélène et ses hommes, capture Michael Heinz et force les Cat's Eyes à fuir.
Pendant ce temps, Dalembert est assassiné par l'officier de police qui assure son transfert et qui est en fait un membre du « Réseau » infiltré dans la police.
Alex, Tam et Syl reprennent le bar d'Abel et le rebaptisent le Cat's Eyes, un message destiné à Prudence pour lui faire savoir où elle peut les trouver maintenant.

### Deuxième saison (2026)
La série Cat's Eyes reviendra pour une saison 2 sur TF1. Le tournage est prévu au mois de mai 2025.

## Accueil

### Audiences et diffusion

#### En Belgique
En Belgique, la série est diffusée le mercredi à 20 h 30 sur RTL TVI par salve de deux épisodes du 6 au 27 novembre 2024.
| Épisode              | Diffusion                 | Diffusion            | Audience moyenne          | Audience moyenne | Réf.   |
| Épisode              | Jour                      | Horaire              | Nombre de téléspectateurs | Classement       | Réf.   |
| -------------------- | ------------------------- | -------------------- | ------------------------- | ---------------- | ------ |
| 1                    | Mercredi 6 novembre 2024  | 20 h 30 - 21 h 40    | 335 761                   | 1er              | [ 63 ] |
| 2                    | Mercredi 6 novembre 2024  | 21 h 40 - 22 h 45    | 335 761                   | 1er              | [ 63 ] |
| 3                    | Mercredi 13 novembre 2024 | 20 h 30 - 21 h 40    | 235 845                   | 2e               | [ 64 ] |
| 4                    | Mercredi 13 novembre 2024 | 21 h 40 - 22 h 45    | 235 845                   | 2e               | [ 64 ] |
| 5                    | Mercredi 20 novembre 2024 | 20 h 30 - 21 h 40    | 255 417                   | 1er              | [ 65 ] |
| 6                    | Mercredi 20 novembre 2024 | 21 h 40 - 22 h 45    | 255 417                   | 1er              | [ 65 ] |
| 7                    | Mercredi 27 novembre 2024 | 20 h 30 - 21 h 40    | 247 413                   | 1er              | [ 66 ] |
| 8                    | Mercredi 27 novembre 2024 | 21 h 40 - 22 h 45    | 247 413                   | 1er              | [ 66 ] |
|                      |                           |                      |                           |                  |        |
| Moyenne de la saison | Moyenne de la saison      | Moyenne de la saison | 268 609                   |                  |        |

- Les plus hauts chiffres d'audience
- Les plus bas chiffres d'audience

#### En France
En France, la série est diffusée le lundi à 21 h 10 sur TF1 avec 3 salves de deux épisodes du 11 au 25 novembre 2024 et 1 épisode les 2 et 9 décembre 2024.
| Épisode              | Diffusion              | Diffusion            | Audience moyenne          | Audience moyenne                       | Audience moyenne         | Audience moyenne | Réf.   |
| Épisode              | Jour                   | Horaire              | Nombre de téléspectateurs | Part de marché (sur les 4 ans et plus) | Part de marché (FRDA-50) | Classement       | Réf.   |
| -------------------- | ---------------------- | -------------------- | ------------------------- | -------------------------------------- | ------------------------ | ---------------- | ------ |
| 1                    | Lundi 11 novembre 2024 | 21 h 10 - 22 h 20    | 5 120 000                 | 23,6 %                                 | 39,3 %                   | 1er              | ,      |
| 2                    | Lundi 11 novembre 2024 | 22 h 20 - 23 h 30    | 4 010 000                 | 25,3 %                                 | 39,3 %                   | 1er              | ,      |
| 3                    | Lundi 18 novembre 2024 | 21 h 10 - 22 h 15    | 4 200 000                 | 20,2 %                                 | 35,2 %                   | 1er              | ,      |
| 4                    | Lundi 18 novembre 2024 | 22 h 15 - 23 h 30    | 3 540 000                 | 23,5 %                                 | 35,2 %                   | 1er              | ,      |
| 5                    | Lundi 25 novembre 2024 | 21 h 10 - 22 h 10    | 4 080 000                 | 19,4 %                                 | 31,6 %                   | 2e               | ,      |
| 6                    | Lundi 25 novembre 2024 | 22 h 10 - 23 h 15    | 3 510 000                 | 21,6 %                                 | 31,6 %                   | 2e               | ,      |
| 7                    | Lundi 2 décembre 2024  | 21 h 10 - 22 h 10    | 3 790 000                 | 17,8 %                                 | 28,2 %                   | 2e               | ,      |
| 8                    | Lundi 9 décembre 2024  | 21 h 10 - 22 h 10    | 3 920 000                 | 18,9 %                                 | 32,8 %                   | 1er              | ,      |
|                      |                        |                      |                           |                                        |                          |                  |        |
| Moyenne de la saison | Moyenne de la saison   | Moyenne de la saison | 4 020 000                 | 21,3 %                                 | 34,1 %                   |                  | [ 77 ] |

- Les plus hauts chiffres d'audience
- Les plus bas chiffres d'audience

#### En Suisse
La série est diffusée à partir du 8 novembre 2024 sur Play RTS et sur RTS1.

### Accueil critique
Télé-Loisirs est conquis : « Le ton est donné dès les premières minutes : Cat's Eyes va nous en mettre plein les yeux ! Le premier épisode s'ouvre avec une cascade spectaculaire de Camille Lou accrochée à la Tour Eiffel, de nuit. Une entrée en matière époustouflante, sublimée par la réalisation efficace d'Alexandre Laurent. […] Ce dernier offre aux téléspectateurs un éventail de scènes d'un Paris sublimé, notamment de nuit où la Tour Eiffel - présente à de nombreuses reprises - prouve une nouvelle fois qu'elle est l'un des plus beaux monuments au monde. Mais là n'est pas la seule réussite de cette série ambitieuse, presque attendue au tournant par les nostalgiques du manga de l'époque. Pour parvenir à séduire ce public exigeant, il fallait, bien sûr, un trio à la hauteur. Et force est de constater que la production a eu le nez creux en recrutant Camille Lou, Constance Labbé et Claire Romain. ».
Pour Lucie Reeb, du site Allociné, la série est une fiction ambitieuse à la hauteur des attentes : « Les rebondissements et les cascades s'enchaînent dans un rythme effréné, le tout sur une musique sélectionnée avec soin, et dans des décors mis en valeur par la caméra d'Alexandre Laurent. La production a en effet mis les petits plats dans les grands pour les prises de vues de Cat's Eyes, puisque la Tour Eiffel, le Louvre ou encore le château de Versailles ont servi de décors aux péripéties de nos trois héroïnes. Et il n'y a pas à dire, les plans nocturnes de la ville lumière sont à couper le souffle. Du côté du casting, Camille Lou, Constance Labbé et Claire Romain partagent une très belle alchimie. En voyant les trois comédiennes se donner la réplique, on en viendrait presque à douter qu'elles ne sont pas réellement sœurs. ».
Katia De la Ballina, du journal Le Point, souligne la prestation des actrices principales mais également celle d'Élodie Fontan : « Charismatiques, les trois comédiennes principales parviennent rapidement à trouver une belle alchimie, et faire exister la complicité de la féminine fratrie. Mention spéciale à Claire Romain, dont l'énergie communicative emporte la mise. Autre belle surprise : Élodie Fontan, surprenante dans la peau d'une tueuse psychopathe peroxydée, la bien mal nommée Prudence. L'actrice se glisse avec un plaisir jouissif dans ce rôle à contre-emploi, qui flirte joyeusement avec les codes du manga. ».
Julia Baudin, du Figaro TV Magazine, émet pour sa part de sérieuses réserves : « Il manque quelque chose. Ce qui fait qu'une histoire embarque le téléspectateur dans un récit dont il aimera chacune des trépidations. Ce défaut de plaisir tient à trois choses. Les scènes d'action manquent de panache. Les personnages masculins sont pour le moment à peu près inexistants - le gérant du bar et petit ami, le policier et ex-petit ami… Nombre de dialogues sont creux. Pis, les vannes tombent à plat. ».
Alexandre Letren, du site VL-Media, est lui aussi conquis par la prestation des actrices : « Si on pouvait décemment se poser des questions quant au choix de visages très connus, force est de reconnaître que les 3 actrices matchent totalement quand elles sont ensemble. À commencer par Camille Lou qui se révèle un excellent choix pour incarner Tam ; Constance Labbé confirme son potentiel comique au détour de séquences bien senties ; et Claire Romain a l'espièglerie nécessaire pour Alex. ».
De son côté, Xavier Leherpeur, journaliste de France Inter, est très critique : « Exit le rythme graphique et survolté du cartoon et bonjour à un découpage hyper sage, fort peu captivant, servant sans grande vivacité un récit débarrassé de ce féminisme narquois qui faisait toute la saveur de l'original. À l'exception d'une ou deux scènes de rapine en haute voltige - dont une au sommet de la tour Eiffel - ce remake français est sans relief. C'est de la télé friquée, avec nombreux placements de produits, tellement obnubilée à l'idée de plaire à toutes et tous qu'il ne subsiste rien d'audacieux à l'écran. ».
La série provoque des réactions divisées parmi les spectateurs.
Télé 2 semaines apprécie le dernier épisode : « Un dernier épisode musclé. L'heure est au règlement de compte pour les sœurs Chamade. Un épilogue qui fait la part belle à l'action et à l'effet de surprise. On retrouve Michael Chamade interprété par Gregory Fitoussi qui a commencé sa carrière dans la série Sous le soleil. Il livre un jeu énigmatique, laissant entrevoir les rouages d'une possible saison 2. ».